# Ålen - The Eel
Ålen - The Eel (originaltitel: Unagi eller うなぎ efter den japanske fiskespecialitet Unagi) er en japansk film fra 1997 instrueret af instruktøren Shohei Imamura med Kōji Yakusho, Misa Shimizu, Mitsuko Baisho og Akira Emoto i hovedrollerne. Filmen er løst baseret på romanen On Parole (ikke udgivet i dansk oversættelse) af forfatteren Akira Yoshimura kombineret med elementer fra instruktørens film Erogotoshi-tachi yori: Jinruigaku nyûmon (engelsk titel The Pornographers, ikke distribueret i Danmark) fra 1966.
Filmen modtog sammen med Smagen af kirsebær Den Gyldne Palme ved Filmfestivalen i Cannes i 1997.

## Handling
Takuro Yamashita (Kōji Yakusho) modtager en anonym besked, der opfordrer ham til at tage hjem tidligt. Han finder sin hustru i seng med en anden mand. Han dræber hustruen og melder sig selv til politiet. Efter at være blevet løsladt åbner han en barbersalon. Har redder Keiko Hattori (Misa Shimizu) fra at begå selvmord. Keiko er tiltrukket af Takuro, men han gengælder tilnærmelserne alene overfor sin ål, der holdes i et akvarium.

## Medvirkende
- Kōji Yakusho - Takuro Yamashita
- Misa Shimizu - Keiko Hattori
- Mitsuko Baisho - Misako Nakajima
- Akira Emoto - Tamotsu Takasaki
- Fujio Tsuneta - Jiro Nakajima
- Show Aikawa - Yuji Nozawa
- Ken Kobayashi - Masaki Saito
- Sabu Kawahara - Seitaro Misato
- Etsuko Ichihara - Fumie Hattori
- Tomorowo Taguchi - Eiji Dojima
- Chiho Terada - Emiko Yamashita
- Teresa Saponangelo

## Eksterne links
- Ålen - The Eel på Internet Movie Database (engelsk)
- Ålen - The Eel på Filmdatabasen
- Ålen - The Eel på Scope
- Ålen - The Eel i Svensk Filmdatabas (svensk)
- Ålen - The Eel på AlloCiné (fransk)
- Ålen - The Eel på MovieMeter (nederlandsk)
- Ålen - The Eel på AllMovie (engelsk)
- Ålen - The Eel på The Movie Database (engelsk)
- Ålen - The Eel på Rotten Tomatoes (engelsk)
- Ålen - The Eel på Filmaffinity (engelsk)
- The Eel på JMDb (japansk)

| Priser                             | Priser                | Priser                             |
| ---------------------------------- | --------------------- | ---------------------------------- |
| Foregående: Hemmeligheder og løgne | Den Gyldne Palme 1997 | Efterfølgende: Evigheden og en dag |

| Film | Spire Denne filmartikel er en spire som bør udbygges. Du er velkommen til at hjælpe Wikipedia ved at udvide den. |